# Kredit
A kredit a felsőoktatásban a tanulmányok megszerzésére használt mértékegység.
§ Az európai (ECTS) kredit a hallgatói tanulmányi munka mértékegysége, amely a tantárgy, illetve a tantervi egység vonatkozásában kifejezi azt a becsült időt, amely meghatározott ismeretek elsajátításához, a követelmények teljesítéséhez szükséges; egy ECTS kredit 25-30 tanulmányi munkaórát jelent, a pontos érték függ az országtól és az intézménytől egyaránt. A magyar felsőoktatási intézmények egységesen ECTS kreditben számolnak.

## Használata
Magyarul a kreditek az elvégzendő tantárgyak súlyozására szolgálnak: minél több kreditet ér egy tantárgy, elméletileg annál nehezebb elvégezni (a gyakorlatban ha egy szaknak kevesebb tantárgya van, mint egy másiknak, akkor magasabbak a kreditszámok, hogy összesen kijöjjön az alapszak elvégzéséhez a 180 kredit). A tantárgyért járó krediteket tulajdonképpen a gyakorlat vagy előadás (vizsga) sikeres (legalább elégséges osztályzat) teljesítésekor megkapja a hallgató, vagyis a megszerzett kreditek az adott tárgy sikeres teljesítését jelzik.